# Битка при Кълугерени
Битката при Кълугерени (на румънски: Bătălia de la Călugăreni; на турски: Călugăreni Savaşı) е една от най-важните битки в историята на Влахия. Тактическа победа за новия османски султан Мехмед III, но стратегическа загуба на Влашко за османците в хода на дългата война, което продължава да се управлява от видни представители на фамилиите Кантакузино и Крайовеску през XVII век.
Османците благодарение на огромното си превъзходство в жива сила успели да превземат Букурещ и Търговище, но скоро се отказали от плановете си за превръщането на Влашко в османски еялет.
През есента на 1595 г. оттеглилите се в фъгърашките планини сили на Михай Храбри се прегрупирали и с подкрепата на армията на трансилванския принцепс Сигизмунд Батори успели да си възвърнат Търговище (на 6 октомври) и Букурещ (на 12 октомври), след което нанесли страшно поражение на османците в битката при Гюргево, с която на практика положили началото на края на акънджийския корпус на империята. 